# Feuerschutzabschluss

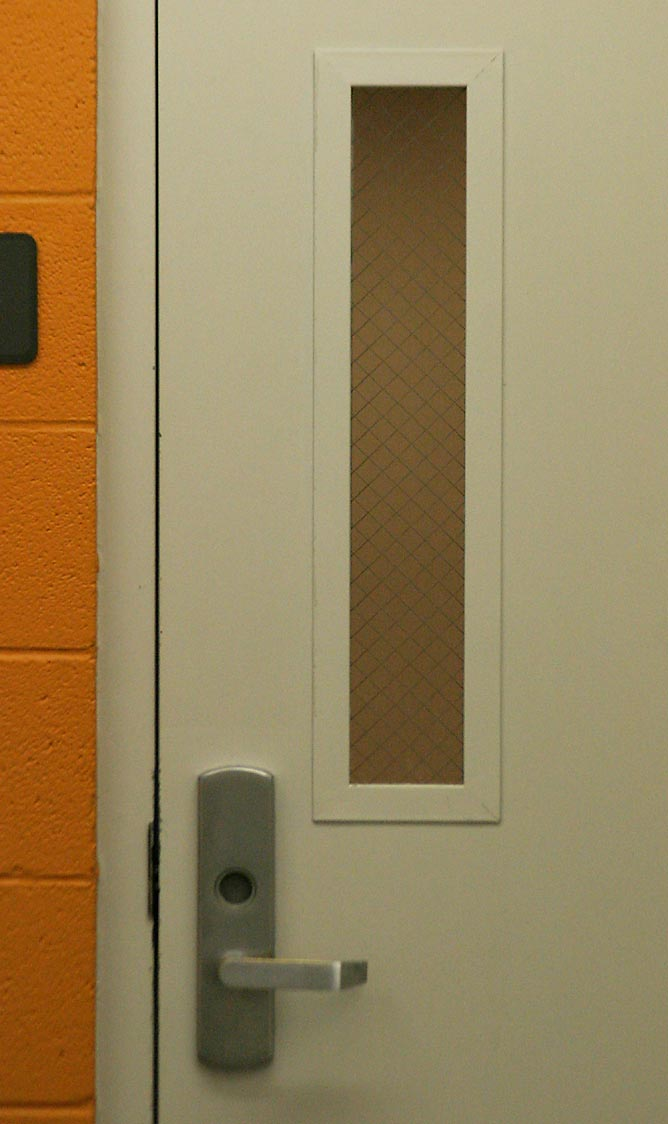
Brandschutztür

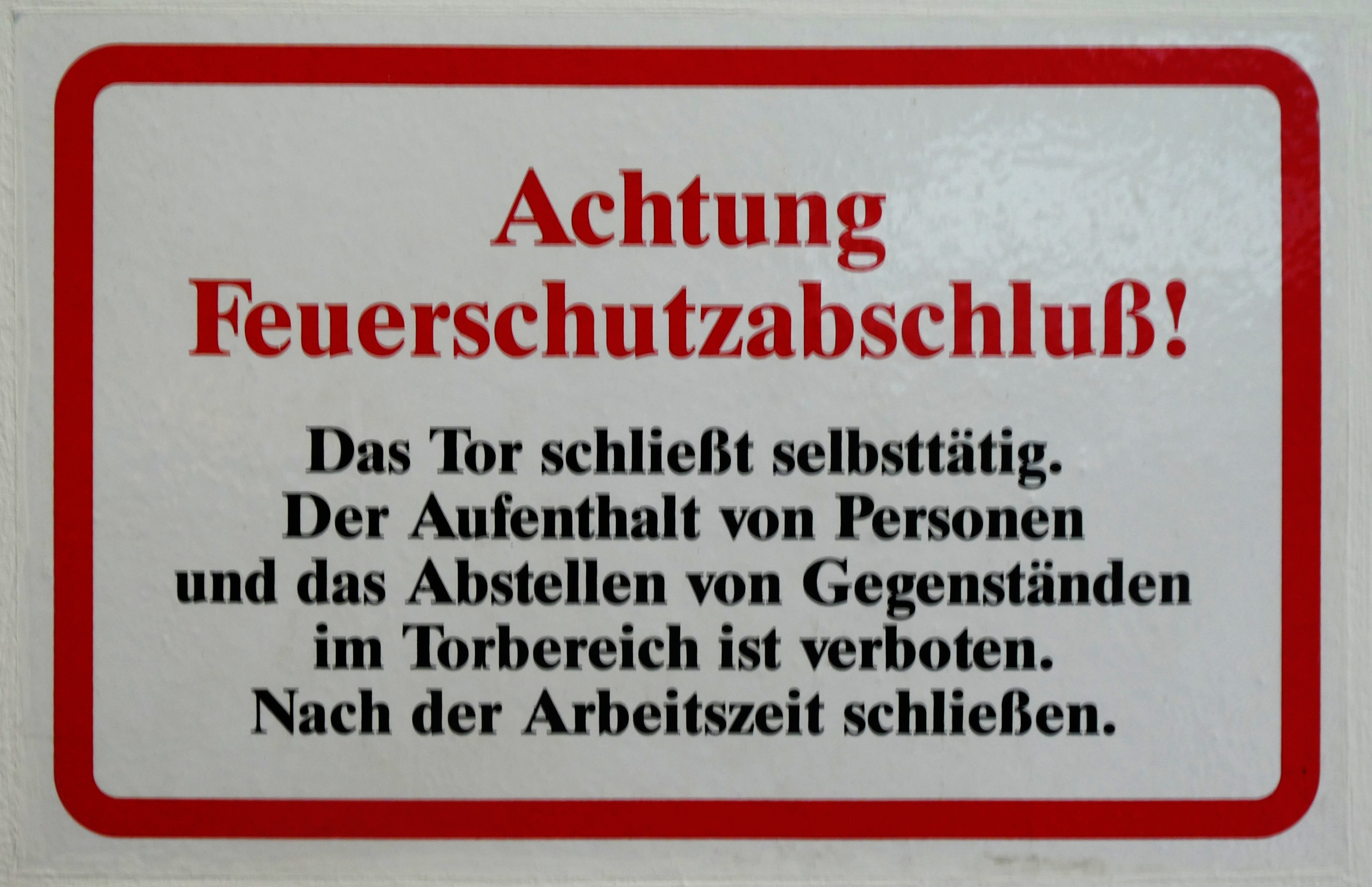
Hinweisschild

Ein Feuerschutzabschluss hat die Aufgabe, Öffnungen in feuerhemmenden oder feuerbeständigen Wänden gegen den Durchtritt von Feuer zu sichern. Dazu gehören selbstschließende Brandschutztüren bzw. Feuerschutztüren, -Tore, -Klappen oder -Rollläden.
Im Allgemeinen werden Feuerschutzabschlüsse in Öffnungen der Trennwände zwischen Nutzungseinheiten sowie in Brandwänden gefordert. Zur Unterteilung von mehr als 30 m langen Fluren sowie zum Schutz von Treppenhäusern vor Durchrauchung müssen Rauchschutztüren eingesetzt werden. In besonderen Fällen sind Brandschutzfenster erforderlich.
Wo Feuerschutzabschlüsse einzubauen sind, ist in den jeweils gültigen Bauordnungen und Sonderbauvorschriften geregelt. In Deutschland und Österreich gilt in jedem Bundesland eine eigene Bauordnung.

## Anforderungen
Anforderungen an Feuerschutzabschlüsse werden unter anderem in der Produktnorm EN 16 034 geregelt. Die Koexistenzphase der Norm ist für Außentüren am 1. September 2019 abgelaufen, sie ist seither gültige Norm für Außentüren. Für Innentüren hat die Koexistenzphase noch nicht begonnen, demnach sind diese noch nach DIN 4102 zu bewerten. Wann die Koexistenzphase für Innentüren beginnt ist unklar.
Die konkreten Eigenschaften, die für den jeweiligen Abschluss nachgewiesen sein müssen, werden über eine besondere Nomenklatur entsprechend EN 13 501 zur Bezeichnung des Abschlusses. Dabei bezeichnet:
R    Résistance
Tragfähigkeit - für Feuerschutzabschlüsse nicht relevant
E    Etanchéité
Raumabschluss
I     Isolation
Wärmedämmung unter Brandeinwirkung - es gibt unterschiedliche Wärmedämmungs-Kriterien, die sich als Indizes 1 oder 2 finden
gefolgt von der erforderlichen Feuerwiderstandsdauer in Minuten und weiteren Anforderungen, die sich bei Feuerschutzabschlüssen in der Regel auf die Eigenschaften „selbst schließend“ und „Rauchdichtigkeit“ beziehen.
Diese Nomenklatur erscheint zunächst kompliziert, bietet aber im Gegensatz zur alten nach DIN 4102 die Möglichkeit, Eigenschaften bestimmter festzulegen und damit das Bauprodukt detaillierter zu beschreiben.
Für das Inverkehrbringen ist eine CE-Kennzeichnung erforderlich. Für die Planung und Verwendung der Feuerschutzabschlüsse sind nun die Angaben im CE-Zeichen und der dazu gehörigen Leistungserklärung (DoP) zu beachten.
Welcher Feuerschutzabschluss erforderlich ist, richtet sich nach der Gebäudenutzung und den Anforderungen an die Wand, in die er eingebaut werden soll. Nun ist es aber z. B. auch möglich, Elemente zu beschreiben, die unterschiedliche Eigenschaften von innen nach außen und umgekehrt haben. Verglasungen, welche in Feuerschutzabschlüsse eingebaut werden, müssen für den Anwendungsfall geeignet und, wie der Feuerschutzabschluss, zugelassen sein (auch dafür bietet die DIN EN 13 501 entsprechende Bezeichnungen, die dem oben beschriebenen Muster folgen).
Feuerschutzabschlüsse müssen in der Regel selbstschließend sein. Sie mit Keilen oder ähnlichem offen zu halten, ist in Deutschland strafbar (§ 145 StGB). Feuerschutzabschlüsse dürfen ausschließlich über zugelassene Feststellanlagen offen gehalten werden, die individuell über Brandmelder gesteuert und automatisch geschlossen werden.

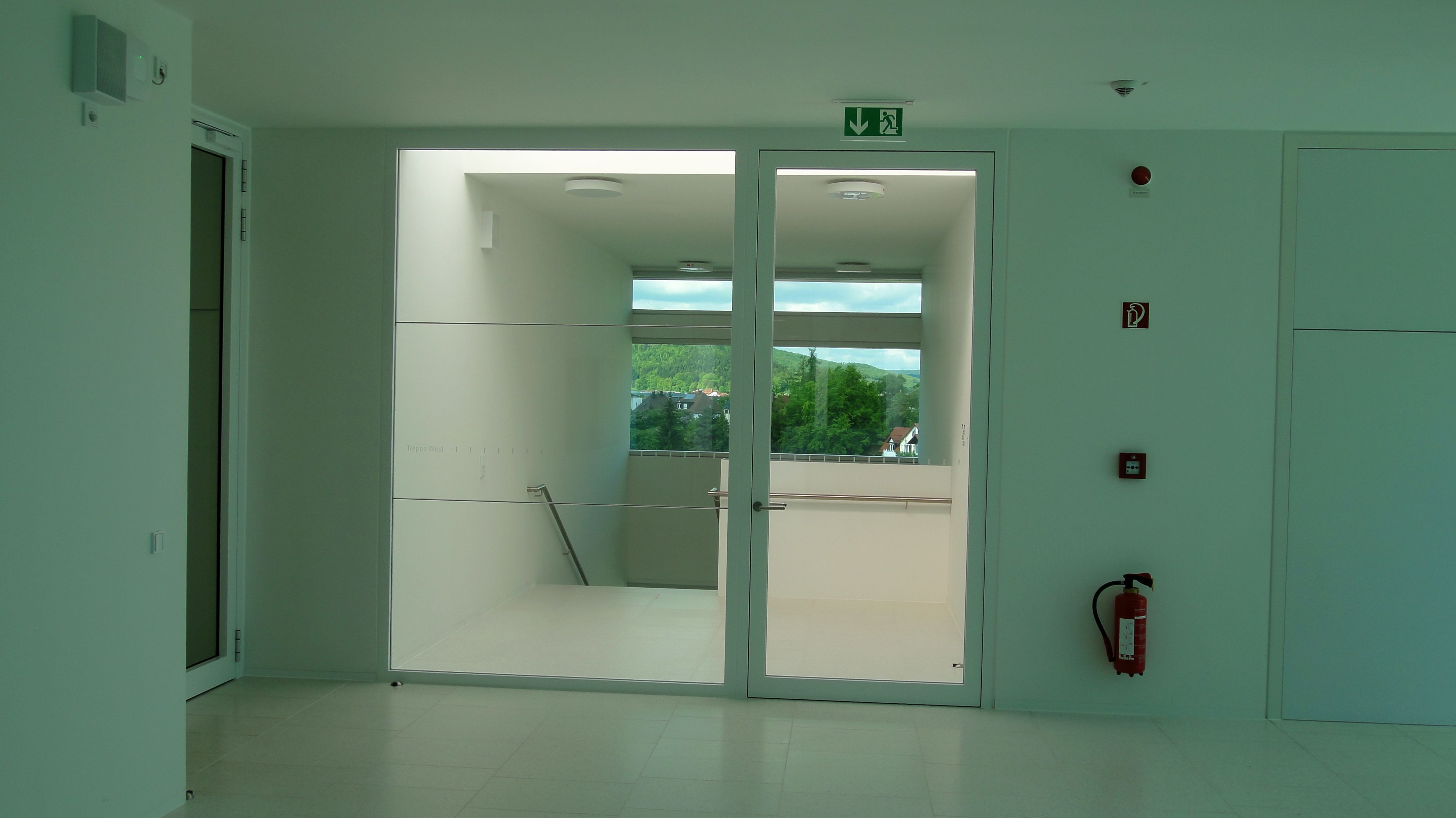
T-30 zum notwendigen Treppenraum
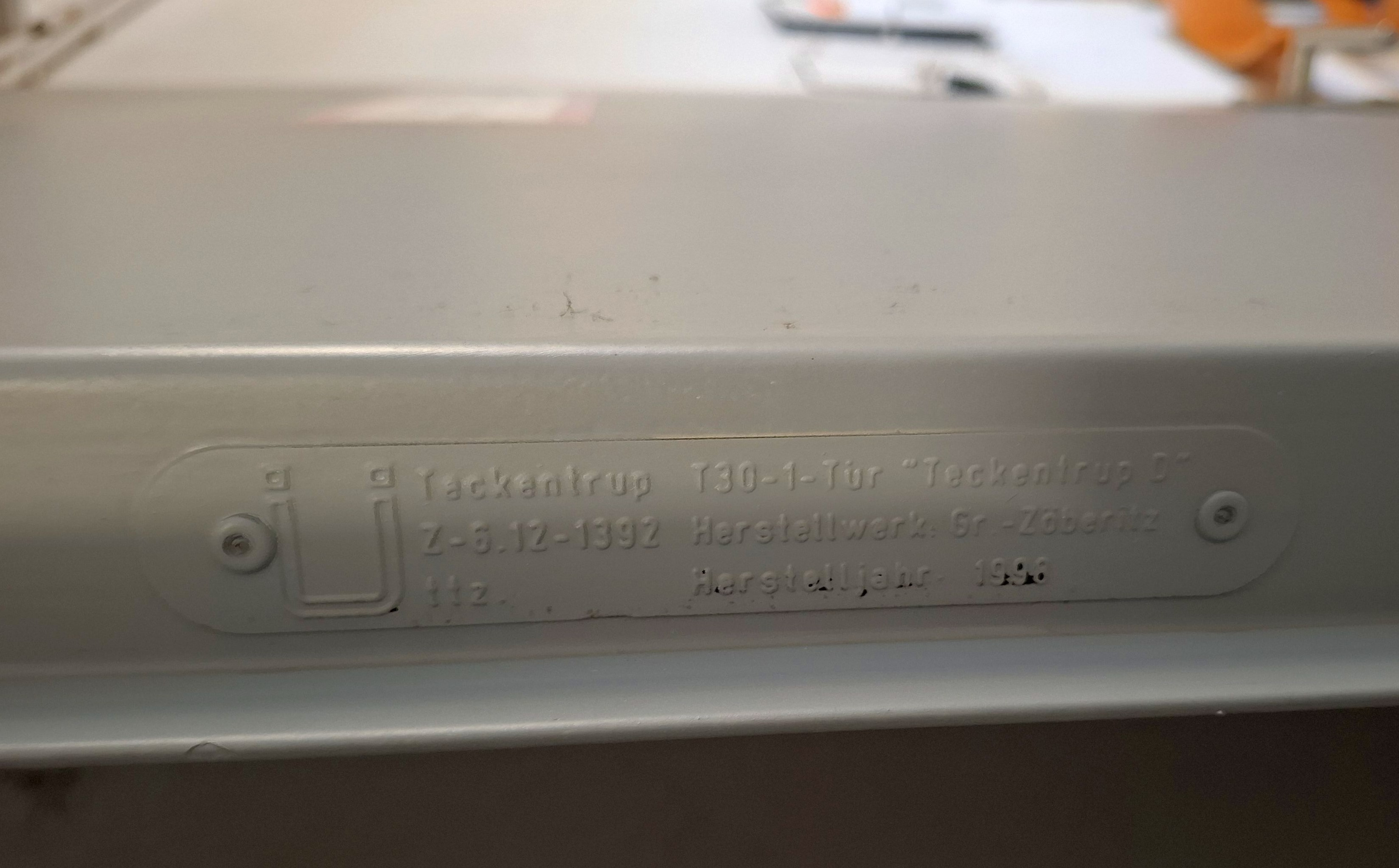
T-30 Typenplakette (Typ Teckentrup)
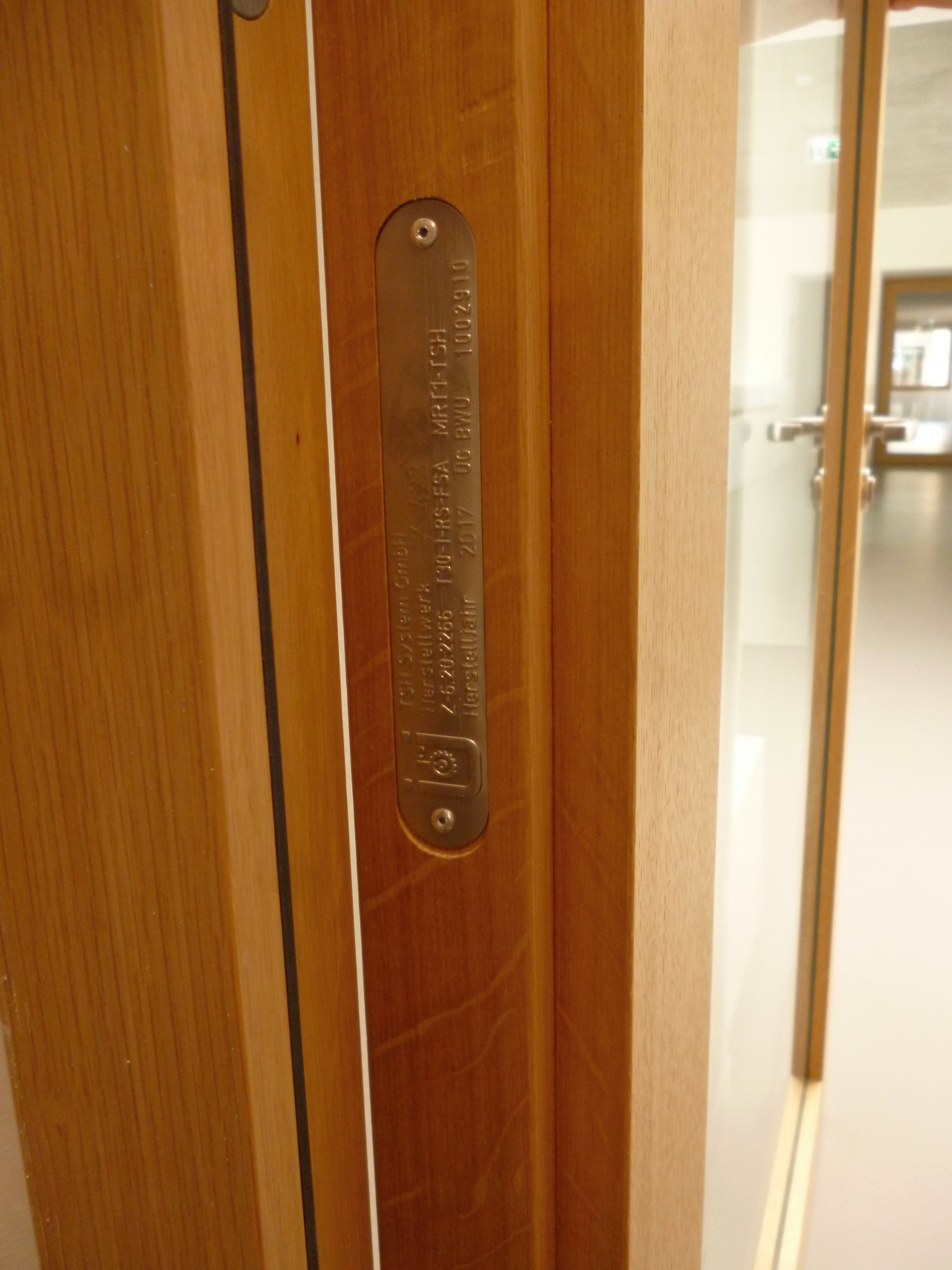
T-30 aus Holz (Typ TSH)
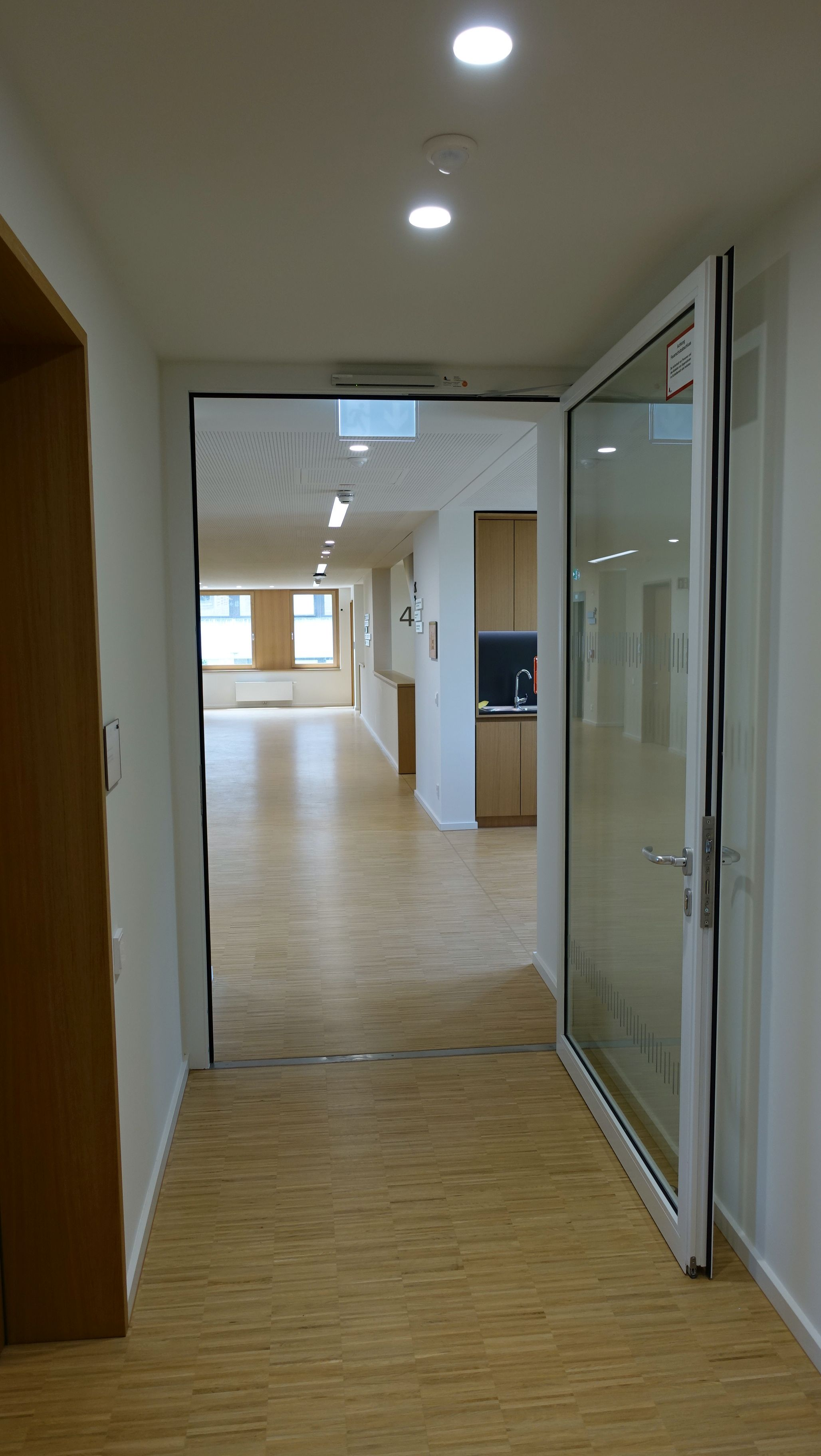
T30-FSA (mit Feststellanlage, Typ Jansen)
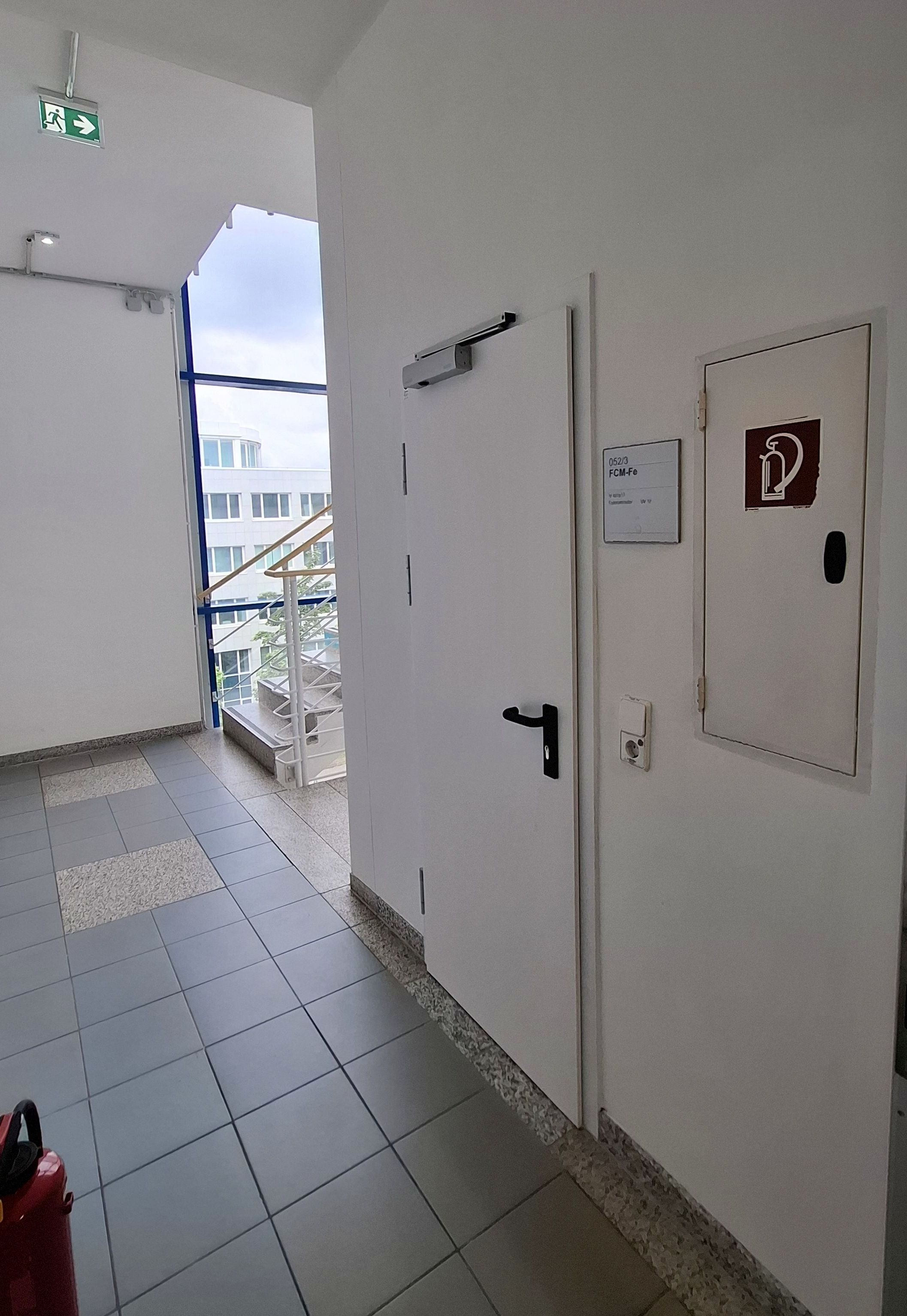
T-90-RS-FSA Tür (Typ Domoferm, 2017)
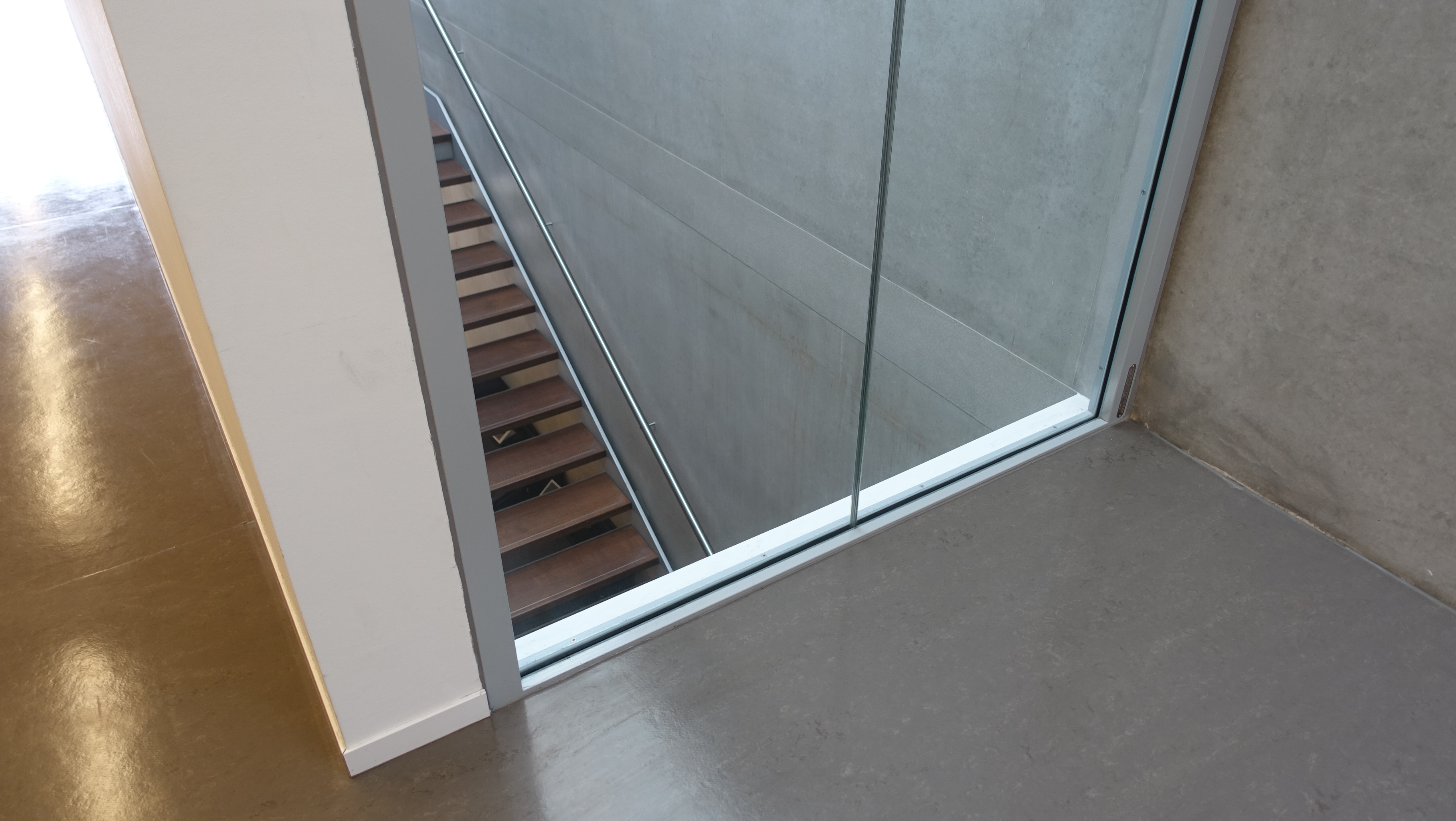
Zertifizierter Abschluss mit Glaselement
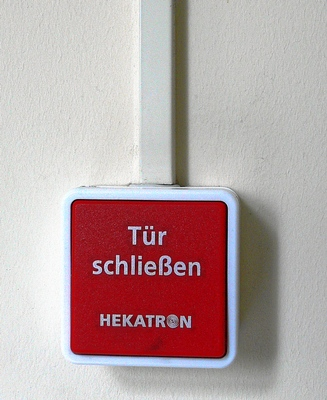
Taster dient dem manuellen Schließen von Brandabschlüssen
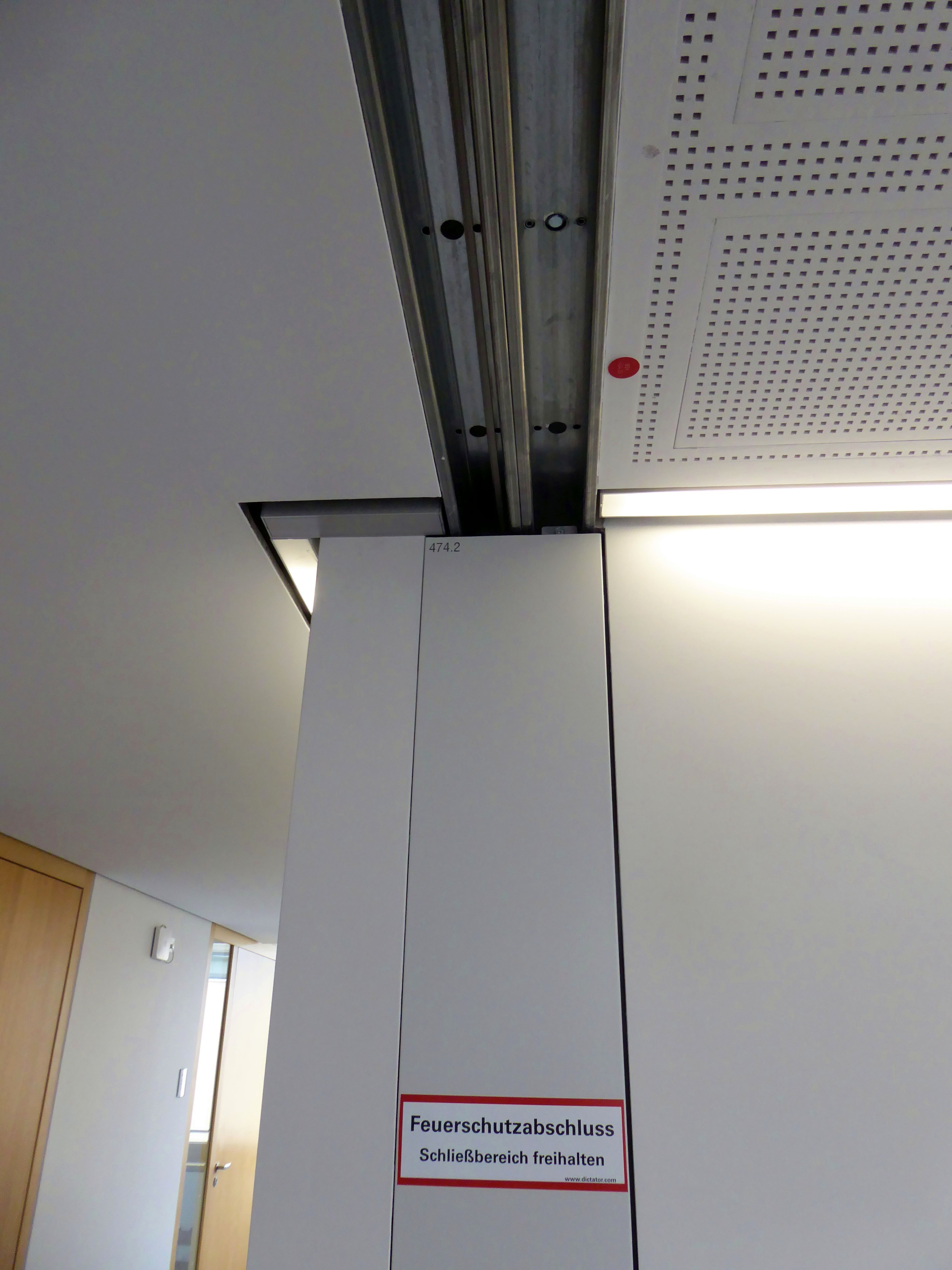
Feuerabschluss im Flur eines Institutsgebäudes
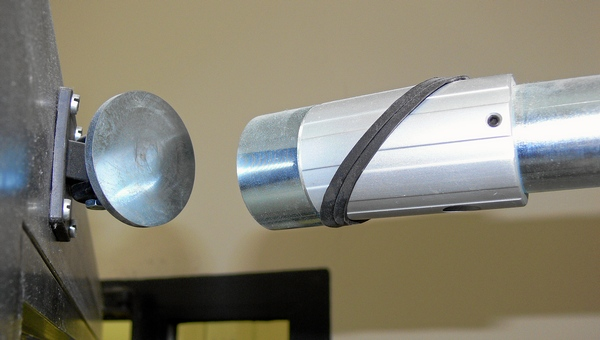
Magnetische Feststellanlage (FSA)
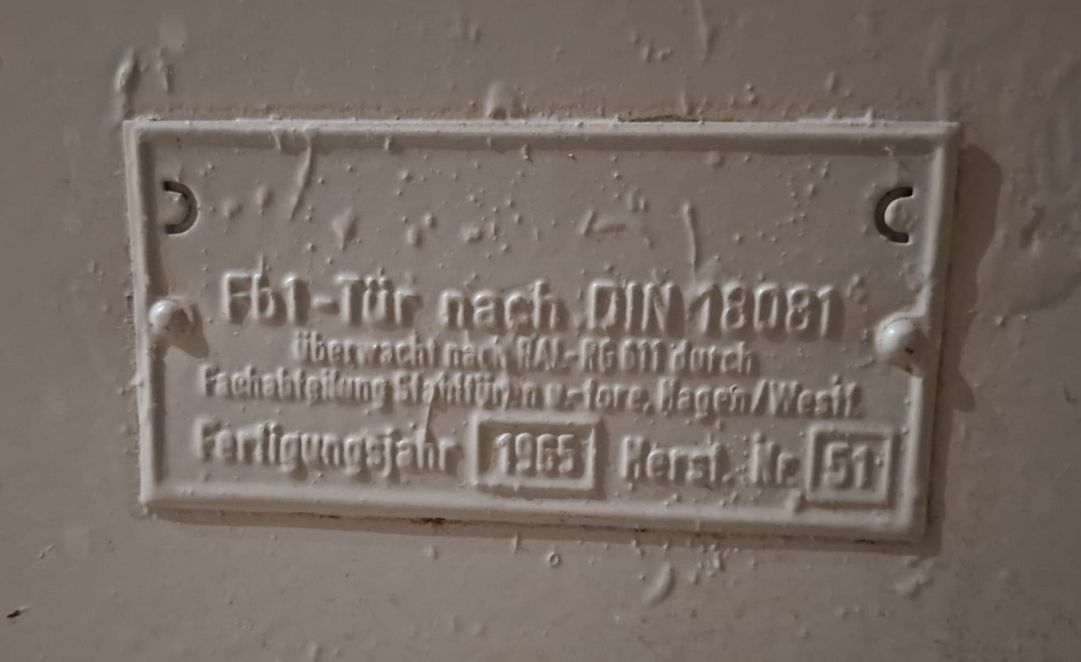
Alte feuerhemmende Tür "Fb1" nach RAL und DIN 18081 von 1965

Ein Feuerschutzabschluss ist nicht zwangsläufig rauchdicht und eine rauchdichte Tür muss nicht die Anforderung an den Feuerwiderstand erfüllen. Die Anforderungen an Rauchschutztüren sind in der DIN 18095 geregelt.
Die Rauchdichtigkeit wird über eine allseitig umlaufende Dichtung (drei Seiten plus zusätzlicher Bodenschiene) gewährleistet, die im eingebauten und geschlossenen Zustand den Durchtritt von Rauch  verhindert. Rauchschutztüren sollen im Brandfall, je nach Anforderungen im kalten Zustand (normale Umgebungstemperatur ca. 20 °C) oder bei einer Temperatur von 200 °C im Bereich von 10 cm um den Rand einen bestimmten maximalen Rauchdurchtritt gewährleisten. Zur Erfüllung dieses Schutzzieles müssen Rauchschutztüren ebenfalls immer selbstschließend sein.

## Zulassung
Feuerschutzabschlüsse in Deutschland müssen  bauaufsichtlich zugelassen sein.
Bauprodukte benötigen eine CE-Kennzeichnung, um in der EU in Verkehr gebracht zu werden. Das CE-Zeichen zeigt an, dass der Hersteller sein Produkt hinsichtlich der Anforderungen an Sicherheit, Gesundheitsschutz und Umweltschutz geprüft hat. Der Bauherr muss die Übereinstimmungsnachweise des Herstellers und der Firma, die den Einbau der Türe vorgenommen hat (sogenannte „Errichterbescheinigung“), zur Gebäudedokumentation nehmen. Brandschutztüren tragen ein dauerhaftes Schild, auf dem die Bezeichnung und die Zulassungsdaten eingeprägt sind. Dieses Schild ist mit einem Kfz-Kennzeichen vergleichbar und darf nicht entfernt werden.
Folgende Bestandteile sollten bei einer ordnungsgemäß eingebauten Feuerschutztür vorhanden sein:
- Zulassungsschild auf dem Türblatt,
- Übereinstimmungserklärung der Montagefirma (des Errichters) über den sachgerechten Einbau und zulassungskonforme Montage der Tür,
- Wartungsanleitung,
- Leistungserklärung des Herstellers (DoP)

Rauchschutztüren benötigen lediglich ein allgemeines bauaufsichtliches Prüfzeugnis einer anerkannten Prüfstelle. Die Zulassung regelt auch den Einbau. Brandschutztüren und Rauchschutztüren bilden eine Einheit aus Türzarge, Türblatt und den für die Funktion erforderlichen Beschlägen, typischerweise sind dies Türschließer.
Brand- und Rauchschutztüren werden aus Stahl, Aluminium und Holz gefertigt, sowie auch als Kombinationen dieser Materialien. Auch eine Verglasung mit Glaselementen mit entsprechender Feuerwiderstandsklasse ist möglich.